# Lengua de señas sudafricana
Lengua de Señas Sudafricana (SASL por sus siglas en inglés) es una de las lenguas de señas utilizadas por las personas sordas en Sudáfrica. SASL no es la única lengua de señas utilizada en Sudáfrica, pero es una de las lenguas oficiales de Sudáfrica. El gobierno de Sudáfrica añadió una Unidad Nacional de Lengua de Señas Sudafricana en 2001. Se promueve como la lengua de las personas sordas en ese país, a pesar de que los sordos en Sudáfrica históricamente no forman un solo grupo.
En 1995, el anterior Consejo Nacional Sudafricano para Sordos (CNSS) se transformó en la Federación de Personas Sordas de Sudáfrica (FPSS), que dio lugar a un cambio radical de política en materia de personas sordas sudafricanas, tales como el desarrollo y la adopción de una única lengua de señas y la promoción de la lengua de señas sobre el oralismo. Las escuelas para sordos se han mantenido prácticamente sin transformar, sin embargo, en diferentes escuelas para niños sordos todavía utilizan diferentes sistemas de lengua de señas y en un número de escuelas el uso de cualquiera lengua de señas es omitido o simplemente no enseñado. Hay hasta doce dialectos de la lengua de señas en Sudáfrica.
Además de las lenguas de señas, la lengua de signos estadounidense (ASL) también es utilizado por algunas personas sordas en Sudáfrica. La mayoría de las lenguas de señas locales muestran influencia de ASL y de la lengua de señas alemana (DGS).
SASL es la lengua de señas que se utiliza durante las noticias por medios televisivos en Sudáfrica. La lengua de señas también se utiliza en el parlamento, pero diferentes intérpretes de lengua de señas conocen señas diferentes para los mismos conceptos. Hay alrededor de 40 escuelas para sordos en Sudáfrica, la mayoría utiliza una variedad de SASL.
"La lengua de señas" se menciona en la Constitución de Sudáfrica. La Ley de Escuelas de Sudáfrica permitía el estudio de la lengua de señas en lugar de un idioma oficial.
Para el 2011, había 84 intérpretes de SASL en el registro de FPSS, incluyendo 43 sin ningún tipo de formación, 31 que han completado 240 horas de estudio de la formación de intérpretes, 10 que han adquirido experiencia adicional de 3 años y completado otras 480 horas de estudio. Un total de 7 intérpretes de SASL en realidad han sido acreditados por SATI/FPSS  intérpretes de SASL pueden solicitar su acreditación sin haber completado ningún entrenamiento formal en la SSL.

## Estatus
El lenguaje Sudafricano de señas no es del todo uniforme y continúa evolucionando. Debido a la dispersión geográfica de sus usuarios y las políticas educativas del pasado, hay dialectos localizadas del lenguaje de señas y carteles con muchas variantes. Existen esfuerzos para crear material de referencia y estandarizar el lenguaje, como los libros ( 1980 Talking to the Deaf, 1994 Dictionary of SASL), solo pueden ser utilizados como registros históricos de la lengua. Emisiones de televisión, diarios en "lengua de signos" dan hoy un lenguaje sudafricano de señas con cohesión y con unidad nacional.

### Reconocimiento oficial
Pasó a ser la duodécima lengua oficial del país en 2023, además la lengua de señas es mencionada en 4 leyes sudafricanas principalmente, la Constitución, la Ley de Uso Oficial de Idiomas, la Ley de Escuelas de Sudáfrica y la Ley de la Junta Pan-Sudafricana de Idiomas.

#### Reconocimiento general
La Constitución establece que una junta nombrada la Junta Idioma Pansudafricana debe ser establecida para "promover y crear las condiciones para el desarrollo y uso de la lengua de señas". En términos de la ley que establece la Organización Pan-Sur Consejo de Lenguas de Africanas (Ley 59 de 1995), el Consejo podrá establecer órganos de idiomas para que sea asesorada sobre "cualquier lengua particular, el lenguaje de signos o la comunicación aumentativa y alternativa".
En términos de la Ley de Uso de Idiomas Oficial, la Ley N ° 12 de 2012, todos los departamentos gubernamentales y las entidades del gobierno deben tener una política lingüística que establece que las lenguas que se consideran oficiales de esa entidad y cada política lingüística también deben especificar el modo en que una dependencia o entidad tiene la intención de comunicarse con las personas cuyo idioma de su elección es "la lengua de signos de Sudáfrica".

#### Reconocimiento Educativo
De acuerdo con la Ley de escuelas de Sudáfrica, la Ley 84 de 1996, todas las escuelas deben tener una política lingüística y al seleccionar idiomas para una política de este tipo, un "reconocido lenguaje de signos" debe ser evaluado como si tuviera carácter de lengua oficial junto con los otros 11 idiomas oficiales.
De acuerdo con la "Lengua en la Educación" la política en términos de la sección 3 (4) (m) de la Ley de Política Nacional de Educación, la Ley 27 de 1996, los principales objetivos de la política del Ministerio de Educación para el lenguaje en la educación incluyen "para apoyar el enseñanza y aprendizaje de todos los demás idiomas requeridos por los alumnos o utilizados por comunidades en Sudáfrica, incluidas la lengua de uso religioso, idiomas que son importantes para el comercio internacional, comunicación y el lenguaje sudafricano de señas, así como Alternativa y 
Comunicación Aumentativa ".
El Lenguaje de Signos Sudafricáno se acepta como una de las lenguas de enseñanza en la educación de los sordos aprendices.

### Demografía
El número de las personas sordas en Sudáfrica (600.000 sordos y 1,4 millones de personas con pérdida auditiva no da una descripción exacta de la cantidad de personas que se comunican en el lenguaje sudafricano de señas. 
Actualmente no existe una estimación del número de personas que se comunican con este tipo de lengüaje en Sudáfrica. Las estimaciones varían mucho, desde 700.000 a 2 millones de personas. Se solicitó a la Human Sciences Research Council (Sudáfrica) medir esto como parte del censo de 2011.

## Características lingüísticas

### Ortografía de dedo

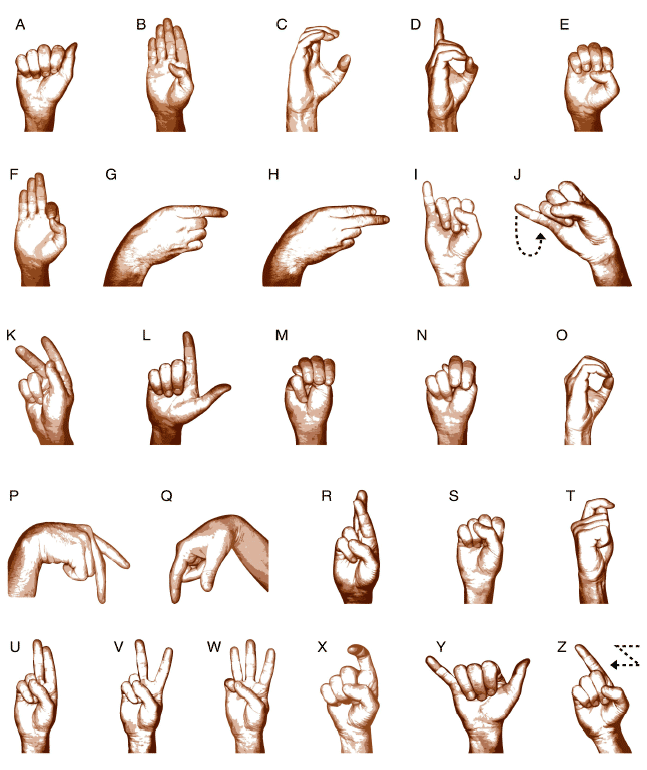
Alfabeto manual para el Lenguaje de Signos Sudafricano

La "Ortografía de Dedo" es una técnica manual de firma utilizado para deletrear letras y números (números, cardenales). Por lo tanto, el alfabeto manual es una técnica de lenguaje de señas para palabras '"préstamo"' de las lenguas orales, así como los nombres de ortografía de personas, lugares y objetos. Es una herramienta práctica para referirse a la palabra escrita. 
Algunas palabras que a menudo se deletrean manualmente tienden a convertirse en signos por sí solos (se "congelan"), tras sufrir procesos de transformación lingüísticos tales como la incorporación alfanumérica y la abreviatura. Por ejemplo, la abreviatura de Ciudad del Cabo se deletrea manualmente como C.T (transición de la forma de la mano de letra 'C' a la letra 'T' usando ambas muñecas rotando en un eje horizontal). El mes de julio es a menudo abreviado como "JL-Y '. 
Palabras de deletreo manual no son un sustituto para el uso de signos existentes: se necesita más tiempo para firmar, es más difícil de percibir. Si la palabra deletreada es un "préstamo", el alfabeto manual depende de los usuarios que tienen el conocimiento de la lengua oral (inglés, sotho, afrikáans). 
Aunque los nombres propios (como el nombre de una persona, el nombre de la empresa) a menudo se deletrean manualmente, no es una medida temporal hasta que la comunidad sorda esté de acuerdo en un reemplazo de nombre de signo.

### Suscripciones nombres y modismos
Suscripciones nombres son signos específicos que se asocian a los nombres propios (desde un lugar, una persona, una organización). "Nombres de signos" son a menudo elegidos sobre la base de una propiedad física sobresaliente. Por ejemplo, el nombre de la muestra para Nelson Mandela está firmado con un B-mano plana que  sigue una línea de pelo en la cabeza '". El nombre de la muestra para el banco ABSA se hace con las dos manos siguiendo el movimiento implícito en el logo corporativo de la empresa. 

### Variación
Sudáfrica es uno de los pocos países que tiene el reconocimiento legal de la "lengua de signos".  No es de suponer alguna variación regional, pero las personas que hacen uso de los signos en el país se pueden entender fácilmente entre sí, como se ha demostrado, por ejemplo, en la reunión anual Foro Sordos. 
Se cree comúnmente que entre los sudafricanos, incluso entre sordos, las diferentes comunidades lingüísticas tienen diferentes lenguas de signos. Esto es evidentemente el resultado de las personas que tienen ésta discapacidad y que no son capaces de entender a los intérpretes de lengua de signos de otras comunidades. Sin embargo, esto se debe a que este tipo de "intérpretes" en realidad no utilizan el lenguaje de signos, sino el signo Inglés signo Xhosa, etc, y solo aquellos que han sido educados en estos códigos artificiales pueden entenderlos.  

## Historia de la educación de los sordos en Sudáfrica
Cronología:
- 1863 monjas irlandesas empiezan programas de formación en lenguaje de signos
- 1874  Grimley Instituto de Sordomudos  establecido por Bridget Lynne en Ciudad del Cabo
- 1881  Escuela De La Bat establecido en Worcester
- 1920 Adopción de Oralismo en las escuelas para Sordos

Escuelas * 1934 Separación entre europeos y no europeos
- 1941 Primera escuela "para Sordos Negros" es establecida
- 1984 Medio de educación cambia de lengua vernácula (lengua materna) al inglés en las escuelas de Departamento de Educación y Formación
- 1996 "La lengua de signos" (pero no específicamente SASL) se menciona en la Constitución de la República de Sudáfrica como un lenguaje para ser promovido

En 1874 en Ciudad del Cabo, la primera institución para Sordos llamada  Grimley Instituto de Sordomudos  fue establecida por una mujer sorda irlandesa llamada Bridget Lynne.
En 1881 en Worcester, 'se estableció' la escuela De La Bat  para Sordos. 
Desde 1877, las hermanas dominicanas comenzaron a establecerse cerca de Durban. En 1884, la hermana Stephanie Hanshuber, de Alemania, presentó el método oral en Sudáfrica.
En 1888 El "Convento escuela para la educación de los sordos del Rey William" se abrió formalmente. 
"Ya que hay poca evidencia histórica, se presume que Sudáfrica Lengua de Signos tiene una mezcla de la influencia irlandesa de las monjas irlandesas Dominicana, y la influencia británica, así como la influencia de Estados Unidos. (Lenguaje de signos es la lengua natural de la Sordos.)"

## Citations
1. ↑  http://spil.journals.ac.za/pub/article/viewFile/55/80
2. ↑  http://www.westerncape.gov.za/text/2009/5/sign_language_booklet.pdf
3. 1 2  https://www.parliament.gov.za/press-releases/na-approves-south-african-sign-language-12th-official-language
4. ↑  https://web.archive.org/web/20131214195412/http://eprints.ru.ac.za/2954/1/GANISO-MA-TR12-54.pdf
5. ↑  https://web.archive.org/web/20131218014803/http://www.deafsa.co.za/about-us/
6. ↑  http://spilplus.journals.ac.za/pub/article/download/94/182 PDF page 4, document page 114
7. ↑  «Copia archivada». Archivado desde el original el 14 de marzo de 2014. Consultado el 14 de marzo de 2014.
8. ↑  https://web.archive.org/web/20131214203834/http://scholar.sun.ac.za/bitstream/handle/10019.1/4200/Selzer,%20M.pdf
9. ↑  Reagan, Timothy (2008), «South African Sign Language and language-in-education policy in South Africa», Stellenbosch Papers in Linguistics 38: 165-190, archivado desde el original el 24 de diciembre de 2010, consultado el 14 de julio de 2010.
10. ↑  «Bill NO. 84 OF 1996», South African Schools Act, 1996, 1996, archivado desde el original el 16 de diciembre de 2009, consultado el 2 de agosto de 2010.
11. ↑  https://web.archive.org/web/20131216004151/http://www.deafsa.co.za/documents/SASLI_policy.pdf
12. ↑  http://www.saslinc.co.za/
13. ↑  «Copia archivada». Archivado desde el original el 6 de octubre de 2014. Consultado el 2 de octubre de 2014.
14. ↑  Lavanithum, Joseph (2008), «The impact of using graphic representations of signs in teaching signs to hearing mothers of deaf children», PhD thesis Augmentative and Alternative Communication, University of Pretoria: 20, archivado desde el original el 19 de julio de 2011, consultado el 14 de julio de 2010.
15. ↑  
Nieder-Heitman, N. (1980), Talking to the Deaf. Praat met die Dowes. A visual manual of standardized signs for the Deaf in South AfricaLanguage policy and SASL: interpreters in the public service, South Africa: Government Printer.
16. 1 2  
Penn, Claire; Ogilvy-Foreman, Dale; Doldin, Debbie; Landman, Kas; Jan, Steenekamp (1994), Dictionary of Southern African Signs for Communication with the Deaf, South Africa: Human Sciences Research Council (South Africa), pp. 599–613 [600], ISBN 0-7969-1523-7.
17. ↑  http://www.justice.gov.za/legislation/acts/1996-108.pdf Constitution of the Republic of South Africa section 6.5.8.iii
18. ↑  https://web.archive.org/web/20091111212458/http://www.info.gov.za/view/DownloadFileAction?id=70979 Pan South African Language Board Act, Act 59 of 1995 section 8(8)(b)
19. ↑  https://web.archive.org/web/20121019075756/http://www.info.gov.za/view/DownloadFileAction?id=175746 Use of Official Languages Act, Act No. 12 of 2012 section 4.2(d)
20. ↑  https://web.archive.org/web/20130827233329/http://www.info.gov.za/view/DownloadFileAction?id=70921 South African Schools Act, Act 84 of 1996 section 6(4)
21. ↑  http://www.education.gov.za/LinkClick.aspx?fileticket=XpJ7gz4rPT0%3D&tabid=390&mid=1125 "Language in Education" policy in terms of section 3(4)(m) of the National Education Policy Act, Act 27 of 1996
22. ↑   (2003) DeafSA Information Booklet Sudáfrica:.. DeafSA.
23. ↑  
Olivier, Jaco (2007), South African Sign Language, consultado el 9 de octubre de 2007. (enlace roto disponible en Internet Archive; véase el historial, la primera versión y la última).
24. ↑  (1987). A Loss for Words: The Story of Deafness in a Family. New York: HarperPerennial. p. 31. ISBN 0-06-091425-4.
25. ↑  Heap, Marion; Morgans, Helen (2006), «11», Language policy and SASL: interpreters in the public service, South Africa: Human Sciences Research Council (South Africa), pp. 134–147 [141], ISBN 0-7969-2137-7, archivado desde el original el 25 de julio de 2021, consultado el 2 de octubre de 2014.
26. ↑  
Boner, K (2000), Dominican women: A time to speak, Pietermaritzburg: Cluster Press.
27. ↑  A Short History of St Vincent School, 2009, archivado desde el original el 21 de mayo de 2010, consultado el 14 de julio de 2010.
28. ↑  
Morgans, Helen (1999), Where did South African Sign Language Originate?, Language Matters 30 (1), South Africa: Routledge Informa Ltd, pp. 53-58, doi:10.1080/10228199908566144.
29. Lucas, Ceil (2001), The Sociolinguistics of sign languages, Cambridge University Press: Cambridge University Press, p. 29, ISBN 0-521-79137-5, archivado desde el original el 25 de julio de 2021, consultado el 2 de octubre de 2014.